# 783 v.Chr.
Het jaar 783 v.Chr. is een jaartal volgens de christelijke jaartelling.

## Gebeurtenissen

### Egypte
- Farao Sjosjenq III overlijdt in Tanis na 52 jaar geregeerd te hebben. Hij laat Egypte in chaos achter.
- Sjosjenq III zelf beheerste één tak van de Nijl-delta. Ten westen van de Rosetta arm zijn er Lybische vorstendommen.
- In Heracleopolis heeft de 22e dynastie van Egypte een eigen zijtak. De oostelijke delta begint nu ook te versplinteren.
- Koning Pami - de zevende farao van de 22e dynastie van Egypte - bestijgt de troon.
- In Leontopolis regeert de 23e dynastie van Egypte die door Mendes wordt erkend.

## Overleden
- Sjosjenq III, farao van Egypte